# New South Wales
New South Wales (NSW) er Australiens folkerigeste og ældste delstat. Den ligger på den australske østkyst. Delstaten grænser i nord op til Queensland, i syd op til Victoria, i vest op til South Australia og i øst op til Det Tasmanske Hav. New South Wales omslutter hele Australian Capital Territory. Dens hovedstad er Sydney, der også er Australiens største by. Ved folketællingen i marts 2014 havde New South Wales 7,5 millioner indbyggere. Omkring 66 % af delstatens indbyggere, 4,67 millioner, bor i Greater Sydney. Beboerne i New South Wales kaldes på engelsk for New South Welshmen.
Kolonien New South Wales blev grundlagt i 1788. Den dækkede oprindeligt det meste af Australien, og omfattede øerne Lord Howe Island, New Zealand, Norfolk Island og Van Diemen’s Land. Af det nuværende Australien var kun det nuværende Western Australia ikke en del af det oprindelige New South Wales. Gennem 1800-tallet blev store områder udskilt for at danne kolonierne Tasmanien, South Australia, New Zealand, Victoria, Queensland og Northern Territory.  
Lord Howe Island hører stadig til New South Wales, mens Norfolk Island, Australian Capital Territory og Jervis Bay Territory i dag er føderale områder. 